# Centre històric d'Ulldecona
El centre històric d'Ulldecona és un conjunt d'edificis i carrers d'Ulldecona protegits com a bé cultural d'interès local. La trama urbanística del nucli històric correspon a la disposició de vies i portes de l'antic recinte emmurallat. Conserva al seu interior elements i edificis d'aquest passat medieval com són cases senyorials, l'església gòtica, porxos i arcs...
La major part dels habitatges són unifamiliars, de tres o quatre plantes, i corresponen als segles XIX i XX. Molts d'aquests edificis situats dins del nucli històric mantenen la disposició de façana característica del segle xix i primer quart del XX, amb porta gran allindada a la planta baixa per a permetre l'accés dels animals i els carros al corral - a moltes llindes hi ha gravada la data de construcció o refecció de la casa -, balcó a l'entresòl i pis superior, i finestres rectangular superiors que corresponen a les característiques golfes on s'emmagatzemava el producte agrícola.
El castell d'Ulldecona fou conquerit l'any 1148 per Ramon Berenguer IV i concedit a l'orde de l'Hospital. La primera carta de població de la vila és de l'any 1222 i estava situada al voltant del castell. L'any 1273 es va facultar als habitants d'Ulldecona a edificar una nova població, és llavors quan es van traslladar a la Foia, lloc on és ara. El lloc es va fortificar i es van fer quatre portes, corresponents als camins que anaven de Tortosa a Vinaròs i d'Alcanar a Godall. L'any 1373 es va iniciar la construcció de l'església parroquial.
La Comanda d'Ulldecona (de l'orde de l'Hospital de Sant Joan de Jerusalem) va exercir el seu poder sobre un ampli territori durant més de cinc segles. La població es va veure molt afectada per la guerra dels Segadors, les Carlinades i la Guerra Civil, amb importants pèrdues econòmiques i humanes.
La desamortització de Mendizábal va afectar l'orde dels frares dominics, establerts al convent del Roser, però, en canvi, no va afectar el convent de monges agustines on encara hi ha una comunitat de religioses.